# StG-44

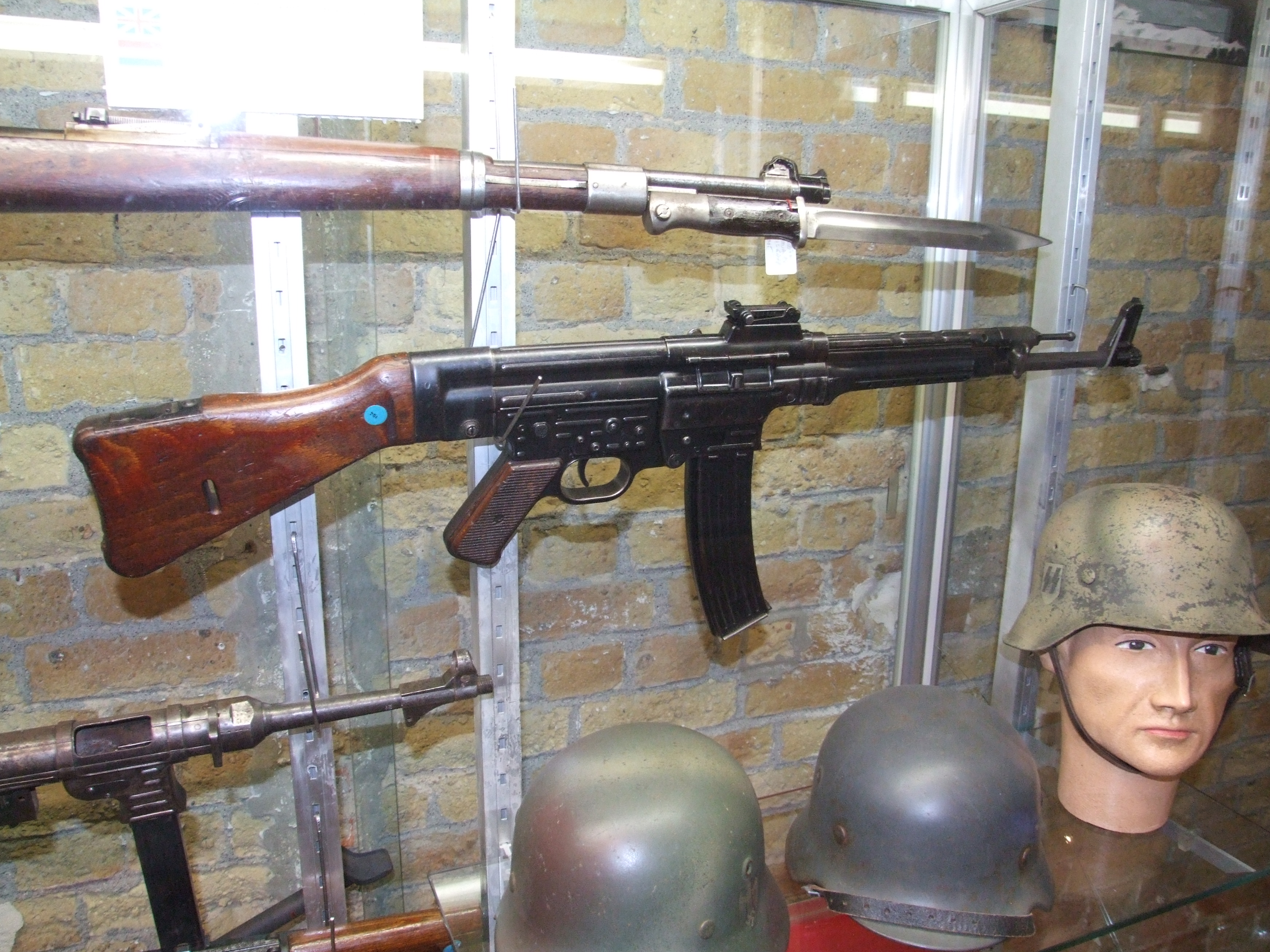
Sturmgewehr 44 - Mémorial du Souvenir, Дюнкерк

StG-44 (нім. SturmGewehr 44 — штурмова гвинтівка 1944 року) — німецький автоматичний карабін, створений у 1943 році для використання у бойових діях Другої світової війни, був одним з перших автоматів під проміжний набій.

## Історія створення
Історія автомата почалася з розробки фірмою Polte (Магдебург) проміжного набою 7,92×33 мм зменшеної потужності для стрільби на дистанції до 1000 м, відповідно до вимог, висунутих HWaA (Heereswaffenamt — Управління озброєнь вермахту). У 1935–1937 роках проведено численні дослідження, у результаті яких первинні тактико-технічні вимоги HWaA до конструкції зброї під новий набій було змінено, що призвело до створення в 1938 році концепції легкої автоматичної стрілецької зброї, здатної одночасно замінити у військах пістолети-кулемети, магазинні гвинтівки й ручні кулемети.

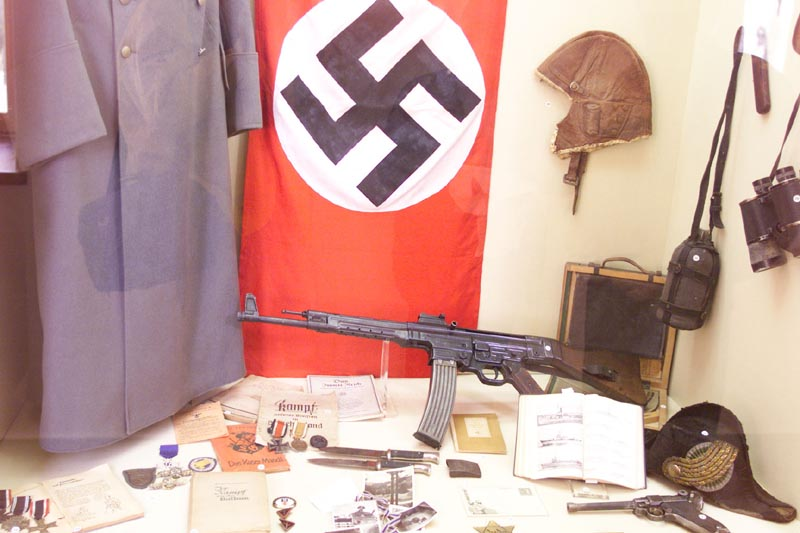
StG-44 у музеї

18 квітня 1938 року HWaA уклало з Гуго Шмайссером, власником фірми C.G. Haenel (м. Зуль, Тюрингія), контракт на створення нової зброї, яка отримала офіційне позначення MKb (від німецького Maschinenkarabin — автоматичний карабін). Шмайссер, який очолював конструкторську групу, передав перший дослідний зразок карабіна в розпорядження HWaA на початку 1940 року. В кінці цього ж року контракт на проведення досліджень за програмою MKb. отримала фірма Walther під керівництвом Еріха Вальтера. Варіант карабіна цієї фірми презентовано офіцерам відділу артилерійсько-технічного постачання HWaA на початку 1941 року. За результатами стрільби на полігоні в Куммерсдорфі карабін Вальтера показав задовільні результати, проте доведення його конструкції тривало протягом усього 1941 року.
У січні 1942 року HWaA забажало отримати від фірм C.G. Haenel і Walther по 200 карабінів, які отримали позначення MKb.42(Н) і MKb.42(W) відповідно. У липні відбулася офіційна демонстрація дослідних зразків обох фірм, за результатами якої HWaA і керівництво міністерства озброєнь залишилися в упевненості, що доопрацювання карабінів закінчаться найближчим часом і вже в кінці літа почнеться виробництво. Планувалося виготовити 500 карабінів до листопада, а до березня 1943 року довести щомісячне виробництво до 15 000, проте після серпневих випробувань HWaA внесло нові вимоги до ТТЗ, що ненадовго затримало початок виробництва. За новими вимогами на карабінах мало бути змонтовано прилив для багнета, а також щоб була можливість кріплення суміщеного гранатомета. Поза тим, у фірми C.G. Haenel виникли проблеми з субпідрядником, а у Walther — із налагодженням виробничого устаткування. Тож до жовтня не був готовий жоден екземпляр MKb.42.
Виробництво карабінів зростало поволі: у листопаді фірма Вальтер виготовила 25, а в грудні — 91 (при очікуваному щомісячному виробництві у 500 штук), але завдяки підтримці міністерства озброєнь компаніям вдалося вирішити основні виробничі проблеми, і вже у лютому план виробництва було перевищено (1217  карабінів замість тисячі запланованих). Деяка кількість MKb.42 наказом міністра озброєнь Альберта Шпеера вирушила на Східний фронт для проходження військових випробувань. У ході випробувань було виявлено, що важчий MKb.42(Н) гірше збалансований, але надійніший і простіший за конкурента, тому HWaA віддало свою перевагу саме конструкції Шмайссера, проте поставило вимогу провести в ній деякі зміни.Завдяки Шпеєру модернізований карабін взято на озброєння в червні 1943 року під позначкою МР-43 (нім. Maschinenpistole-43 — пістолет-кулемет 43 року). Подібне позначення слугувало своєрідним маскуванням, бо Гітлер не бажав виробляти зброї нового класу, остерігаючись того, що на військових складах опиняться мільйони застарілих набоїв для гвинтівок.

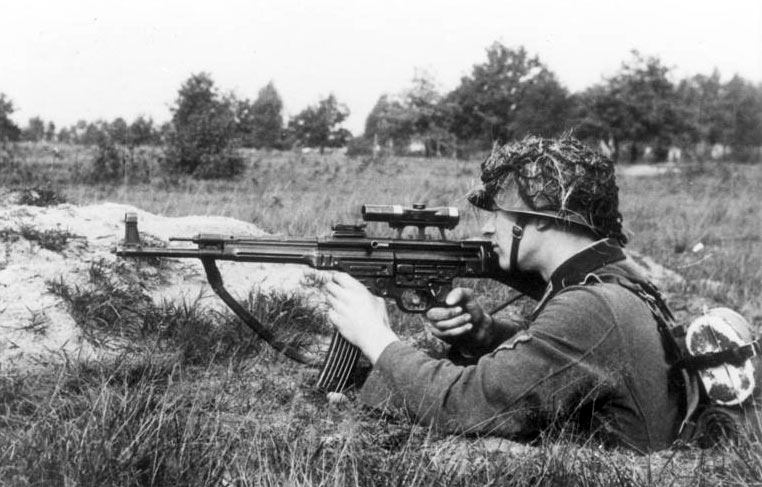
Німецький солдат з MP 43/1 у жовтні 1943 року

У вересні на Східному фронті 5-та танкова дивізія СС «Вікінг» провела перші повномасштабні військові випробування МР-43, за наслідками яких було встановлено, що новий карабін є ефективною заміною пістолетам-кулеметам і магазинним гвинтівкам, збільшує вогневу потужність піхотних підрозділів і знижує потребу використання ручних кулеметів.
Гітлер отримав безліч утішних відгуків про нову зброю від генералів СС, HWaA і особисто Шпеєра, через що наприкінці вересня 1943 року з'явилося розпорядження про початок масового виробництва МР-43 і його взяття на озброєння. Тієї ж осені з'явився варіант МР-43/1, який вирізнявся зміненою конфігурацією ствола для встановлення 30-мм рушничного гранатомета MKb. Також було змінено приклад.

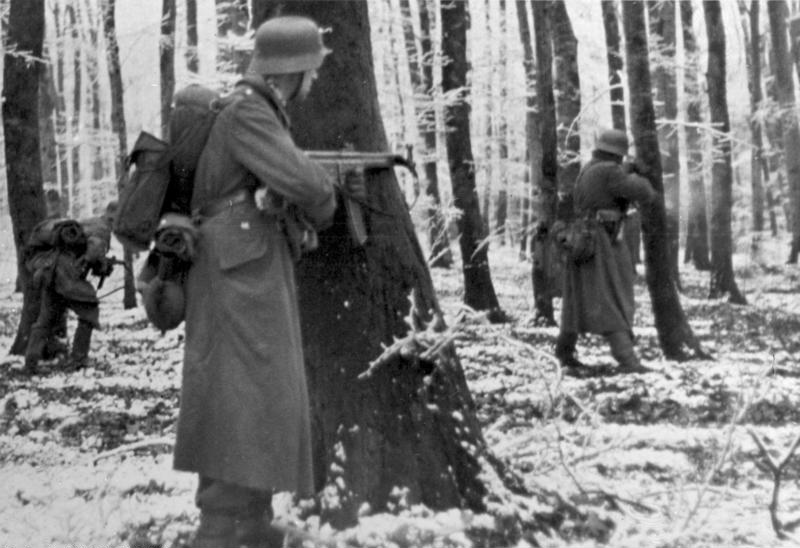
Німецькі солдати з StG-44 під час Арденської операції

6 квітня 1944 року найвищий головнокомандувач видав наказ, в якому назву МР-43 замінено на МР-44, а в жовтні 1944 року зброя отримала четверту і остаточну назву — «штурмова гвинтівка», sturmgewehr — StG-44. Вважається, що це слово винайшов сам Гітлер як звучне ім'я для нового зразка, яке можна було б використовувати з метою пропаганди. При цьому в конструкцію самого автомата змін внесено не було.

## Опис

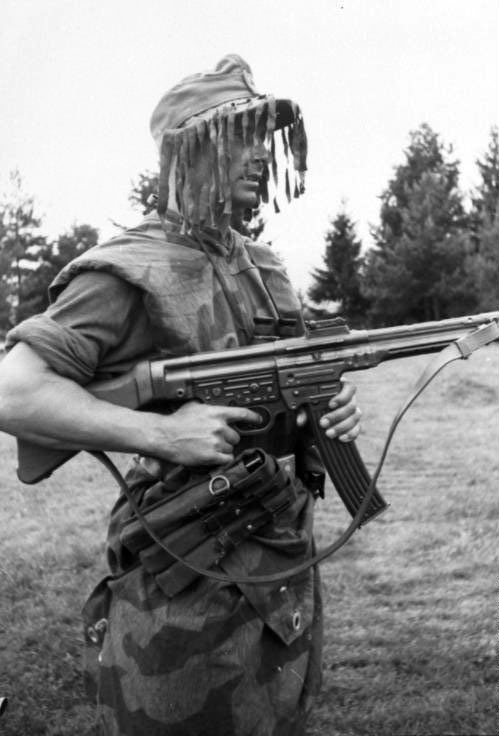
Піхотинець з StG-44. Липень 1944 року.

Ударно-спусковий механізм — типу курка. Спусковий механізм дозволяє вести одиночний і автоматичний вогонь. Перемикач вогню розташований у спусковій коробці, а кінці його виходять назовні з лівого та правого боків. Для ведення автоматичного вогню перемикач потрібно перемістити вправо на букву «D», а для одиночного вогню — вліво на букву «Е». Автомат обладнаний запобіжником від випадкових пострілів. Цей запобіжник типу прапорця знаходиться нижче за перемикач вогню і в позиції біля букви «F» блокує спусковий важіль.
Живлення автомата набоями здійснюється з відокремленого секторного дворядного магазина місткістю 30 набоїв.
Секторний приціл гвинтівки дозволяє вести прицільний вогонь на дальності до 800 м. Поділки прицілу нанесено на прицільній планці. Кожне ділення прицілу відповідає зміні дальності на 50 м. Проріз і мушка трикутної форми. На гвинтівці могли бути встановлені також оптичний і інфрачервоний приціли. При стрільбі чергами по мішені діаметром 11,5 см на дистанції 100 м більше половини попадань укладалася в коло діаметром 5,4 см. Завдяки використанню менш потужних патронів сила віддачі при пострілі була вдвоє нижча, ніж у гвинтівки Mauser 98. Однією з головних вад StG-44 була його відносно велика маса — 6,0 кг для автомата з боєкомплектом, що на кілограм більше маси Mauser 98 із патронами і багнетом. Невтішних відгуків заслужив також незручний приціл та полум'я, яке виривалося з дула при стрільбі і демаскувало стрільця.
Для метання гвинтівкових гранат (осколкових, бронебійних або навіть агітаційних) було необхідно використовувати спеціальні патрони з 1,5 г (для осколкових) або 1,9 г (для бронебійно-кумулятивних гранат) пороховим зарядом.
З автоматом можна було використовувати спеціальні криводульні пристрої Krummlauf Vorsatz J (піхотні з кутом викривлення 30 градусів) або Vorsatz Pz (танкові з кутом викривлення 90 градусів) для стрільби з окопу й танка відповідно, розраховані на 250 пострілів, що відчутно знижувало влучність стрільби.
Був створений варіант автомата МР-43/1 для снайперів зі змонтованим на правій стороні ствольної коробки фрезерованим кріпленням для оптичних прицілів ZF-4 кратності 4Х або нічних інфрачервоних прицілів ZG.1229 «Вампір». Фірма Merz-Werke також налагодила виробництво автомата з таким же позначенням, що вирізнявся різьбою для встановлення на дуло рушничного гранатомета.

## Післявоєнна оцінка зразка
За результатами вивчення в післявоєнні роки німецької «штурмової гвинтівки» StG-44 американські військові експерти оцінили її як «зброю, далеку від задовільної» — незручною, зайве масивною і важкою, з низькою надійністю, обумовленою легкою штамповкою, яка могла деформуватися, зі стволовою коробкою з тонкого сталевого листа. Наголошувалося, що конструкція зброї створена радше задля потреб масового виробництва, ніж із міркувань отримання зразка з високими тактико-технічними і експлуатаційними характеристиками, що на їх думку, пояснювалося важкою для Німеччини ситуацією на фронтах. Ефективність автоматичного вогню з StG-44 була визнана ними незадовільною, а сам цей режим — зайвим для цієї зброї, зважаючи на неможливість ефективної стрільби довгими чергами. При цьому наголошувалися як досконала для цього класу влучність стрільби одиночним вогнем, так  і простота у використанні зброї.
Слід мати на увазі, що на виникнення такої загалом негативної оцінки нового виду зброї великою мірою вплинула тодішня американська військова доктрина, що визнавала оптимальною піхотною зброєю далекобійну самозарядну гвинтівку під потужний патрон, доповнену декількома моделями легших самозарядних карабінів, а також пістолетів-кулеметів для ближнього бою. З цієї точки зору, «штурмова гвинтівка» бачилася як свого роду невдалий гібрид пістолета-кулемета і автоматичної гвинтівки, що не володів ні здатністю першого створювати високу щільність вогню на короткій дистанції, ні далекобійністю останньої. 
Згодом, вже по досвіду бойових дій в Корейській і В'єтнамській війнах і після ближчого знайомства з радянським АК, почався процес перегляду цих переконань, що привело до появи на озброєнні армії США власних «штурмових гвинтівок» під проміжний патрон — спочатку «полегшеної» автоматичної гвинтівки M16, а згодом, уже порівняно недавньо — і автоматичного карабіна M4, за габаритами і концепції близького якраз до «штурмґеверу» або АК.

## Оператори
- Німеччина[4]
- НДР
- Аргентина
- Чехословаччина[5]
- Угорщина[6]
- Югославія[7]
- УПА
- Алжир

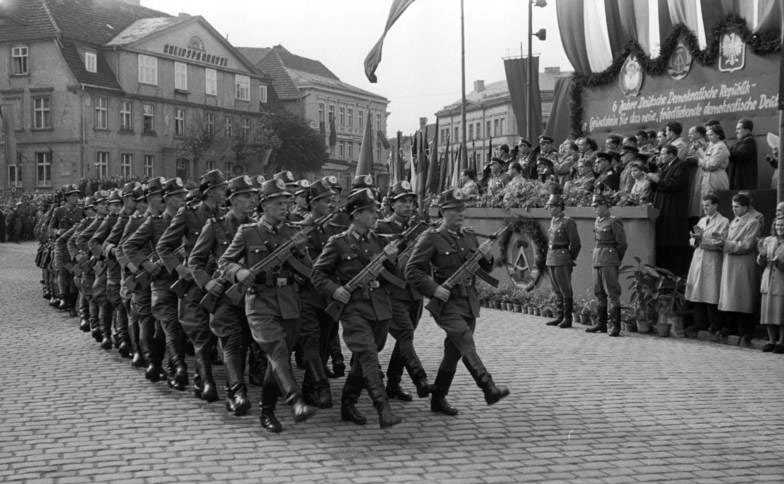
1955 рік, солдати армії НДР марширують із StG-44 (знаходився на озброєнні до початку 1960-х)

Також автомат використовувався у невеликих кількостях у багатьох різних регіонах світу, зокрема: В'єтконгом під час В'єтнамської війни, Організацією визволення Палестини, зразки StG-44 були також конфісковані американськими військовими в Іраку.

## StG-44 і АК-47
Згідно з офіційною радянською, а потім і російською історіографією, автомат АК-47 створив умілець-самоук Михайло Калашников, що походив із багатодітної розкуркуленої селянської родини з Алтаю. На час створення перших зразків автомата в 1944 році Калашников був 25-річним сержантом радянської армії, освітою мав тільки сільську школу 7-річку та курси механіків-водіїв танка.

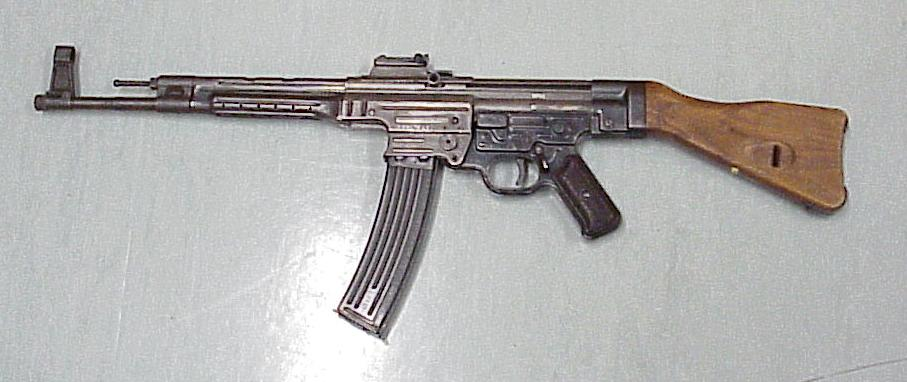
«StG-44»

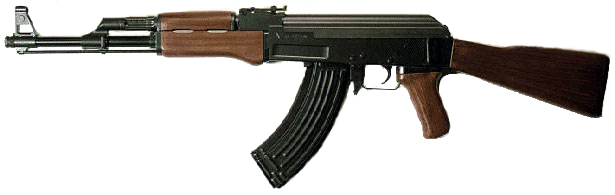
«АК-47»

Досі нез'ясованим залишається доля участі у створенні зброї колективу полонених німецьких інженерів-конструкторів на чолі з Гуґо Шмайссером (нім. Hugo Schmeisser, 1884–1953), що після війни у вигляді «трофейної рабсили» були примусово вивезені до Радянського Союзу в місто Іжевськ. Однак схожість АК-47 зі Sturmgewehr 44 (1943 р. випуску) незаперечна.
Після захоплення Радянської армією Тюрингії навесні 1945 року зброярська фірма Шмайсера «Генель» («C.G. Haenel») опинилась у зоні радянської окупації. До цього Гуґо Шмайсер, як «батько» «самозарядного карабіна Шмайсера» та багатьох інших видів стрілецької зброї для Вермахту, а також його фірма із міста зброярів Зуль були не менш відомі в Німеччині, ніж фірми «Сімон» та «Вальтер».
В серпні 1945 фірма «Генель» за наказом радянської адміністрації виготовила 50 штук StG-44, що вже був до цього на озброєнні Вермахту, і передала їх Червоній Армії на технічну експертизу. Після цього радянська окупаційна адміністрація конфіскувала 10 785 аркушів із кресленнями та технічною документацією StG-44, а самого Гуґо Шмайсера, його родину та багатьох його співробіників із сім'ями у жовтні 1945 було вивезено так званою «Технічною Комісією Радянської Армії» на роботу до «шарашки» в Іжевськ. Як скромно потім зізнався Г. Шмайсер, він «допоміг росіянам кількома порадами в справі холодної штамповки». Гуґо Шмайсер був звільнений і повернувся до Німеччини в 1952 році та невдовзі помер.
Цікавим фактом є те, що в наш час навіть в експозиції російського Музейного комплексу стрілецької зброї імені М. Т. Калашникова (м. Іжевськ) немає жодного патенту або авторського свідоцтва на винаходи М. Калашникова із конкретним описом змісту винаходу. В представлених документах вказано тільки, що їх видано «за винахід у галузі військової техніки». В експозиції авторських свідоцтв також нема ані рефератів, ані описів винаходів власне Калашникова, тому їх зв'язок із автоматом АК-47 нез'ясований. Це стосується й дат видачі свідоцтв. В експозиції присутній тільки патент на автоматичну зброю «Автомат Калашникова», виданий у 1997 році «Євразійським Патентним відомством» (заявка № 970145) групі осіб, серед котрих — Михайло Калашников та його син Віктор.

## StG-44 в кінематографі
Фільм-гротеск «Казка про Хлопчиша-Кибальчиша» (реж. Є. Шерстобитов, 1964 р.), де автомат був використаний у достатньо тривалому епізоді атаки «армії буржуїнів» (фактично — пародія на вермахт), показаний із приєднаним багнетом, але без магазина, тому й не викликав у аудиторії ніяких асоціацій. Другий виняток — кінофільм «Звільнення» (реж. Юрій Озеров, СРСР — НДР — Польща — Італія — Югославія, 1968–1971 р.). При взятті Берліна є кадри: якийсь дивний автомат у руках у деяких німців дуже нагадує АК-47.
Також StG-44 показаний у х/ф «Викрадання „Савойї“» (Болгарія — Польща — СРСР, 1979 р.) і «Карпатське золото» (Україна, 1991 р.).
У художній кінокартині «Мені було дев'ятнадцять» (нім. Ich war neunzehn), знятому кінематографістами НДР, за участю відомих радянських акторів (реж. Конрад Вульф, 1968 р.), автомат StG-44 було вперше показано без купюр, проте сам фільм у радянському прокаті майже не йшов.
Однак у радянському прокаті та в телебаченні другої половини 1960-х був доволі популярним фільм виробництва НДР «Пригоди Ве́рнера Го́льта» (нім. Die Abenteuer des Werner Holt) режисера Йоахіма Кунерта (1965), у якому кілька разів було показано автомати StG-44. Радянські глядачі помилково сприймали їх як АК-47.
Одним з останніх фільмів, в якому було показано StG-44, стала картина «Бункер» (оригінальна назва — нім. Der Untergang; реж. Олівер Гіршбігель, 2004 р.). Епізоди оборони Берліна (з цим автоматом зокрема) знімали у Санкт-Петербурзі.
У фільмах «Пірати XX століття», «Випадок в квадраті 36-80», «Одиночне плавання», StG-44 «виконувала роль» гвинтівки M16, для цього StG-44 дещо переробили — до стволової коробки прикріпили ручку для перенесення і встановлено характерну піднесену над стволом мушку M16.
У фільмі 2014 року "Лють" американський сержант Дон Коллієр (актор — Бред Пітт) використовує трофейну Stg-44.